# Arthur Evans

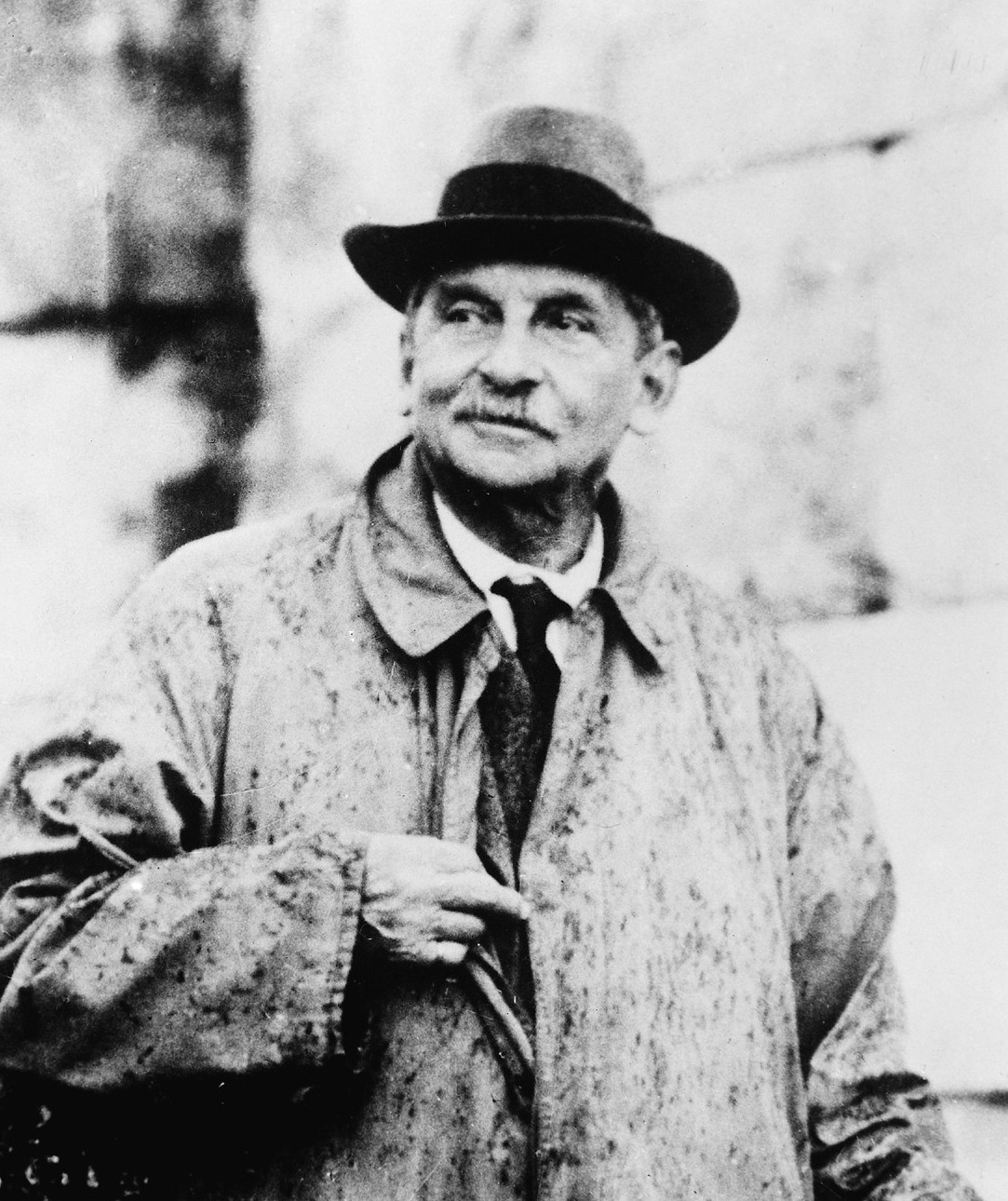
Arthur Evans

Arthur Evans während der Ausgrabungen in Knossos
(Porträt von William Blake Richmond, Ashmolean Museum, Oxford)

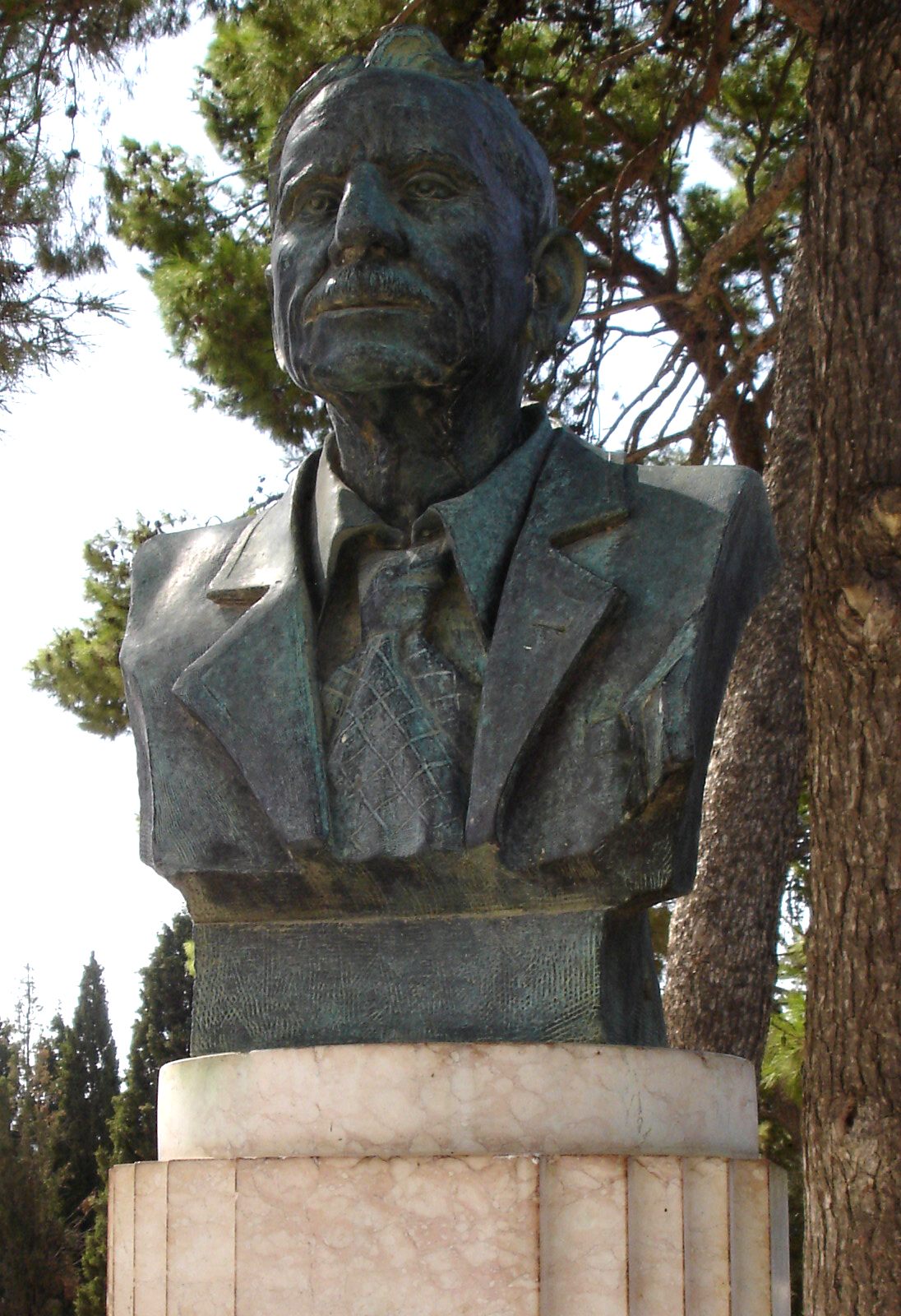
Büste von Arthur Evans am Palast von Knossos, Kreta, Griechenland

Sir Arthur John Evans (* 8. Juli 1851 in Nash Mills, Hertfordshire; † 11. Juli 1941 in Youlbury, Oxfordshire) war ein britischer Archäologe. Evans gilt als Entdecker der minoischen Kultur. Bekannt wurde er vor allem durch die Ausgrabung und Erforschung des minoischen Palastes von Knossos zu Beginn des 20. Jahrhunderts auf Kreta.

## Leben
Arthur Evans war der Sohn des britischen Archäologen John Evans und dessen Frau Harriet Ann, einer Tochter von John Dickinson, dem Erfinder der mechanischen Papiererzeugung und Gründer des Unternehmens John Dickinson & Co. Arthur Evans heiratete die Tochter des Historikers Edward Freeman.
Evans wurde 1884 Direktor des Ashmolean Museum in Oxford, eine Funktion, die er bis 1908 innehatte.
Im Jahr 1889 wurde dem Ashmolean Museum durch John Greville Chester, einen Reisenden, der mit archäologischen Fundstücken handelte, unter anderem ein Siegelstein aus rotem Karneol zum Kauf angeboten. Evans erkannte auf dem Stein Bildzeichen aus figürlichen Details und schwer bestimmbaren Gegenständen. Er hielt die Zeichen für anatolisch – hethitisch oder hethitisch-syrisch – aus dem 2. Jahrtausend v. Chr., erfuhr jedoch von Chester, dass der Siegelstein in Sparta gefunden wurde. Evans erstand den Siegelstein. Vier Jahre später wurden ihm mehrere Exemplare ähnlicher Siegelsteine in Athen angeboten, die von der Insel Kreta stammen sollten. Evans wandte sich an Adolf Furtwängler und erhielt von ihm eine Anzahl von Siegelabdrücken mit der gleichen Bilderschrift, deren Herkunft ebenfalls Kreta sei. Auch erhielt Evans Kenntnis von einer aus Kreta stammenden zweiseitigen Gemme mit ähnlichen Hieroglyphen, die sich im Besitz von Archibald Henry Sayce befand.
Begeistert von der Entdeckung Trojas durch Heinrich Schliemann und inspiriert von Arthur Milchhoefers Theorie einer bronzezeitlichen Hochkultur, reiste Evans im März 1894 nach Kreta und erkundete von Candia aus das Inselinnere, so das Ida-Gebirge, das Dikti-Gebirge und den Süden der Messara-Ebene. Er erhielt Kenntnis von über zwanzig antiken Städten und erwarb von den Einheimischen Gegenstände aus minoischer Zeit, wie Siegelsteine, Gemmen und Abdrücke kretischer Hieroglyphen. Unter der ländlichen Bevölkerung, meist jungen Müttern, wurden beispielsweise durchlochte minoische Siegelsteine an Bändern um den Hals getragen, die „Milchsteine“ genannt und denen Zauberkraft zugeschrieben wurden. Auf Gemmen und Keramikscherben entdeckte Evans auch eine andere Art von Schriftzeichen, die nach Buchstaben aussahen.
Von 1895 bis 1900 kaufte Evans ein Grundstück auf dem Hügel Kephala südlich von Candia (Iraklio), auf dem sich seiner Meinung nach die Ruinen von Knossos befanden, das schon bei Homer erwähnt wurde. Dort hatte man bereits Fragmente von bemaltem Stuck, Keramikscherben, einen Goldring und ein Gefäß aus Steatit gefunden. Der Kreter Minos Kalokairinos legte schon vor Evans auf dem Kephala große Tonfässer zwischen Steinmauern frei und der amerikanische Journalist William J. Stillman war dort auf alte Steinmetzzeichen gestoßen. Am 23. März 1900 begann Evans mit den Ausgrabungen und heuerte dazu 30, später 100 Arbeiter auf eigene Kosten an. Die Männer legten einen prunkvollen Palast mit zahlreichen Fresken frei, den Evans dem mythischen König Minos zuschrieb. Teile der Ruinen ließ Evans später zu Gebäuden „rekonstruieren“ (also durch Anfügungen in die Gestalt bringen, die er für die „ursprüngliche“ hielt), was schon damals viel Kritik hervorrief.
Hier spielte Emile Gilliéron gemeinsam mit seinem Sohn Emile (1885–1939) eine wichtige Rolle bei der Wiederherstellung (dabei „künstlerisch sehr frei“) von Fresken und anderer Funde in Knossos auf Kreta für Arthur Evans.
Fundstücke aus Knossos ließ Evans 1903 in London ausstellen und erntete dafür Anerkennung. Im Jahr 1911 schlug ihn der britische König Georg V. zum Ritter. Bis 1935 leitete Evans die Ausgrabungen auf Kreta. Im selben Jahr schloss er sein sechsteiliges wissenschaftliches Werk über seine Entdeckungen ab („The Palace of Minos“, 1921–35; 1936 folgte noch ein Index-Band von Joan Evans). Er starb 1941 kurz nach seinem 90. Geburtstag.
Evans deutete entgegen der heutigen Auffassung die minoische Hochkultur als eine eigenständige, ohne äußere Einflüsse geschaffene Kultur.

## Weitere Ehrungen
Evans wurde 1901 als Mitglied („Fellow“) in die Royal Society aufgenommen, die ihm 1936 die Copley-Medaille verlieh. Er war Mitglied der British Academy und der Society for the Promotion of Hellenic Studies sowie der American Philosophical Society, Ehrenmitglied des Deutschen Archäologischen Instituts (1926), auswärtiges Mitglied der Académie des Inscriptions et Belles-Lettres und der Königlich Niederländischen Akademie der Wissenschaften (1918) sowie Mitglied zahlreicher weiterer wissenschaftlicher Vereinigungen. 1970 wurde der Krater Evans auf der Mondrückseite nach ihm benannt.

## Münzsammlung
Bereits Evans Vater sammelte römische und keltische Münzen und war 34 Jahre lang Präsident der Royal Numismatic Society. Evans interessierte sich zunächst für Münzen aus Magna Graecia, die er 1898 bei Sotheby’s in London unter einem Pseudonym versteigern ließ, da er als Direktor des Ashmolean Museum und durch seine wegweisende Studie zur Münzprägung der antiken Stadt Tarentum
in Münzkreisen bereits bestens bekannt war.
Nach dem Tod seines Vaters versteigerte er 1909 Teile der geerbten Sammlung in Paris, erweiterte seine Sammlung aber kontinuierlich um historisch bedeutende und seltene Stücke in guter Qualität aus der römischen Kaiserzeit. Insbesondere enthielt seine Sammlung über 80 römische Medaillons. Evans war wie sein Vater Mitglied der Royal Numismatic Society und von 1914 bis 1919 deren Präsident. 1922 und 1934 verkaufte Evans bedeutende Teile seiner Sammlung beim Auktionshaus Naville und Ars Classica in Genf.
In seinem Testament vermachte Evans seine um die zehntausend Münzen umfassende Sammlung dem Ashmolean Museum. Zu Lebzeiten hatte er diesem bereits seine Teilsammlungen zum Münzwesen Kretas und vom Balkan geschenkt. Die Sammlung Arthur Evans gilt bis heute als eine der renommiertesten Münzsammlungen des 20. Jahrhunderts.